# Additieve-factoren-methode
De additieve-factoren-methode (afgekort: AFM) is een aanpak uit de experimentele psychologie waarmee men de componenten of deelprocessen (ook wel stadia genoemd) van reactietaken kan isoleren. De grondlegger hiervan is de Amerikaanse cognitieve psycholoog Saul Sternberg.
De methode van Sternberg betekende een voortzetting van het gedachtegoed van F.C. Donders die beschouwd wordt als de grondlegger van de mentale chronometrie. AFM komt neer op de analyse van patronen van interactie tussen taakvariabelen die verondersteld worden op specifieke verwerkingsprocessen in te grijpen. Bekende taakvariabelen waarop de AFM-techniek is toegepast zijn stimulusdegradatie (grijpt in op het codeerstadium), setgrootte (zoeken in het geheugen), stimulus-respons-compatibiliteit (grijpt in op het beslisstadium) en voorbereidingsinterval (grijpt in op de reactievoorbereiding).